# Quintana (film)
Quintana è un film western del 1969, diretto da Vincenzo Musolino.

## Trama
In un paesino messicano Don Juan fa il bello e il cattivo tempo. Corteggia la ricca Virginia e fa arrestare il fidanzato; soltanto l'intervento di Quintana può fermarlo.